# NGC 4214
NGC 4214は、りょうけん座の方角に約1000万光年離れた位置にある矮小棒状不規則銀河である。

## 特徴
NGC 4214は、小マゼラン雲よりも大きくて明るく、銀河の中心に2つの大きな星形成領域(NGC 4214-IとNGC 4214-II)を持つスターバースト銀河である。2つのうち、NGC 4214-Iはウォルフ・ライエ星の多い超星団を含み、NGC 4214-IIは3000万歳以下とより若く、多数の星団を含む。
またNGC 4214は、どちらも2億歳以上で、それぞれ太陽質量の2.6×105倍、1.5×106倍の質量を持つ2つの古い超星団を持つ。

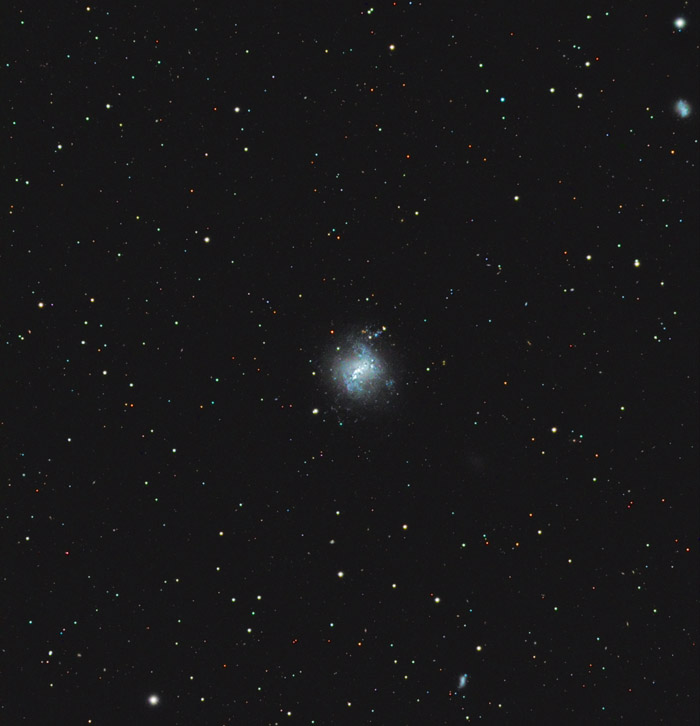
アマチュア用望遠鏡で撮影した画像